# The Doctor's Double
The Doctor's Double est un film muet américain réalisé par Fred J. Balshofer et sorti en 1912.

## Fiche technique
- Réalisation : Fred J. Balshofer
- Scénario : Fred J. Balshofer
- Production : Thomas H. Ince
- Date de sortie :  États-Unis : 20 septembre 1912

## Distribution
- Harold Lockwood
- Ann Little
- Ethel Grandin
- Leo D. Maloney
- Richard Stanton